# Abbaye de Saint-Éloi-Fontaine
L'abbaye de Saint-Éloi-Fontaine est une ancienne abbaye de chanoines réguliers de saint Augustin rattachée à la congrégation d'Arrouaise puis à la congrégation de France.

## Histoire
Le comte de Vermandois, Raoul Ier, permet à quelques uns des chanoines réguliers de saint Augustin de l'abbaye de Chauny d'établir à Commenchon, à six kilomètres de Chauny, un oratoire et un cimetière par une charte de 1139 ratifiée par une bulle d'Innocent II en 1142 pendant l'épiscopat de Simon Ier de Vermandois, évêque de Noyon et Tournai.
Simon Ier autorise les chanoines réguliers de Chauny à transférer, en 1139, le siège de leur établissement dans un lieu appelé Saint-Éloi-Fontaine ou les Fontaines-Saint-Éloi, dépendant de Commenchon. La maison de ces religieux quitte le nom d'abbaye de Sainte-Marie de Chauny, sous lequel elle avait pris naissance, avant l'année 1130 et adopte celui de Saint-Éloi-Fontaine et, plus tard, celui de Commenchon.
Vers la fin du XIIe siècle une abbaye est construite dans le style architectonique de l'époque et suivant la règle de saint Nicolas d'Arrouaise.
L'abbaye est bâtie au pied d'un coteau boisé d'où sourdait une eau pure s'écoulant dans le fond d'un agréable vallon entourant le site de Calmansione du XIe siècle devenu Commenchon et Sanctus Éligius de Fontibus, Saint-Éloi-Fontaine, en référence aux séjours que faisait déjà l'ermite Éloi avant d'être évêque de Noyon en 640.
Elle est dédiée et consacrée le 17 octobre 1206, par Étienne, évêque de Noyon, sous le titre de la Très-Sainte-Nativité.
Les papes Innocent II, Eugène III, Adrien IV, Alexandre III et Clément III confirment par leurs bulles l’abbaye et lui donnent plusieurs privilèges. Saint Louis et Philippe le Bel lui confèrent de riches fonds ; les seigneurs de Vendeuil et de Sailly, Guy de Faillouel et le comte Philippe d’Alsace surtout et les évêques de Noyon lui attachent de gros revenus.
L'abbaye est pillée et incendiée pendant la guerre de Cent Ans.
En juillet 1472, l'abbaye est incendiée, par les Bourguignons, ses titres enlevés, la plupart de ses biens perdus. L'abbé et ses religieux sont obligés de fuir et de s'installer dans une maison, appelée « l'Abbayette », près de la future église Saint-Martin. Il faut  plus de 50 années avant que l'abbaye ne soit reconstruite et son ancienne régularité rétablie.
Elle est de nouveau incendiée par le comte de Roeux, commandant l'armée de Marie de Hongrie, en 1552.
Elle s'agrège a la congrégation de France en 1639.
Le 13 février 1790, l'Assemblée constituante prononce l'abolition des vœux monastiques et la suppression des congrégations religieuses. L'abbaye est fermée. Les religieux quittent leur couvent vers la fin de l'année. Déclarée comme bien national, le 2 novembre 1789, morcelée et vendue le 3 décembre 1790. Le monastère est démoli en 1828.

## Abbés
D'après Gallia Christiana, Guillaume Desnos et Poissonnier

### Abbés réguliers
- ~1125-1135 : Alulfus, Adulphe ou Alulphe, archidiacre de Thérouane, chargé d'opérer la translation de l'abbaye de Chauny à Saint-Éloi-Fontaine.
- ~1162 : Rainerius, Rainier
- ~1185 : Arnulfus vel Ernulfus, Arnoud, d'abord abbé de l'abbaye Saint-Barthélemy de Noyon
- ~1202-1228 : Simon Ier
- ~1233 : Jean Ier
- ~1250 : Albericus, Albéric
- ~1261 : Bartholomeus, Barthélémy, appelé aussi Bertremin
- ~1274 : Simon II, devient abbé d'Arrouaise
- ~1279 : Thomas
- ~1295 :  Baldonius, Baudouin, déposé par l'évêque de Noyon, Foucauld, en 1321
- ~1322 : Jean Moyet ou Moyset
- ~1349 : Hugues ou Hugo
- ~1361 : Viardus, Viard ou Riard
- ~1394 : Jacobus, Jacques Ier
- ~1398 : Robert Maillart, prieur de Notre-Dame de Chauny
- ~1422 : Simon III dit le Bon,
- ~1445 : Pierre Ier Régnier
- ~1472 : Ludovic, Louis Le Noble
- ~11473 : Jean de Railliencourt
- ~1477 : Jacques II d'Arson
- ~1500 : Jean Caufourier, Cauffourier ou Cauffournier (†1518)
- 1518 : Martin Bauchet ou Baucher ou  Le Bocher (†1539) dernier abbé régulier

### Abbés commendataires
À partir du concordat de Bologne, commence la série des abbés commendataires et seigneurs temporels, nommés par le roi.
- 1539 : Charles Le Poulchre, aumônier de la reine de Navarre, premier abbé commendataire.
- 1551 : Philibert Delorme (1514-1570), architecte[7].
- 1566 : Claude Sublet ou  Sabled, grand aumônier d'Isabeau de France, reine d'Espagne.
- 1573 : N… de Saint-Étienne
- 1574 : Louis Chiconneau (†1628), chanoine de Chartres, archidiacre de Dunois, abdique en 1620.
- 1620 : Claude Sublet  ou Sabled, neveu du précédent, deuxième aumônier du roi, se démet en 1636.
- 1636 : Pierre Sublet ou Sabled, conseiller et aumônier du roi, quitte l’abbaye en 1658
- 1658 : Eustache le Secq
- 1662 : Auguste Languet ou Augustin Lanquet (†1670), aumônier du roi
- 1666-1676 :  Bernard ou Barnabas ou Barnabé Mainard de Bellefontaine
- 1676 : Michel Poncet de La Rivière, évêque de Sisteron, puis d’Uzès
- 1729 : Antoine Joseph de Chevrière, comte et chanoine de Lyon, aumônier de la reine
- 1738 : N… De Krasinsky, aumônier de la reine
- 1757 : Claude de Tudert (1714-1779 ) doyen du diocèse de Paris, abbé commendataire de Lachalade en 1769[8].
- 1780-1790 : Anne-François-Martial de Choiseul-Beaupré, vicaire-général de Rouen[9]

## Prieurs
Le prieur est le moine choisi par l'abbé pour le seconder : on parle alors de prieur claustral, ou de grand-vicaire, numéro deux d'une abbaye. Le prieur, depuis la mise en commende, est le véritable chef du monastère.
- Pierre Mallet, prieur sous l’abbé Bocher
- Pierre Coulon
- ~1575 : Jacques Daullé (†1603), chanoine régulier de Saint-Augustin ; prévôt de Saint-Fiacre, puis prieur, curé de Saint-Martin de Chauny en 1600.
- 1603-1612 : Pierre Loire
- Louis Lemaire
- 1613-1626 : Jacques Carpentier, chanoine régulier de Saint-Augustin
- 1626 : Roch Gambert,
- 1626 : Jacques Carpentier, prieur pour la deuxième
- 1632-1638 : Guillaume Lecouvreux
- 1639 : François Lauzert (†1641)
- 1642 : André Patin
- 1642-1647 : Guillaume Desnos ou Desnotz
- 1647 : Antoine Barberin
- 1648 : Théodore de Baudinet
- 1653 : Pierre Bertin
- 1658-1666 : René Dupont
- Anthoine Gallois
- 1667 : Philippe Brousset
- 1670-1675 : Jacques Daneau
- 1675 : Gabriel Baillot
- 1684 Pierre de la Croix (†1704)
- 1719-1721 : René Tardif
- Jean-Baptiste-Robert de Moy
- 1736 : Antoine Pomier
- 1787 : Jean-Baptiste-Nicolas Jobart

## Droit de patronage et dîmage
L'abbaye a le droit d'élire et de pourvoir aux cures des églises dont elle est patron, de prêtres qu'elle présente à l'ordination de l'évêque diocésain. C'est le droit de patronage, de présentation à l’évêque et de nomination d'un desservant aux églises ou cures (paroisses) où elle percevait les grosses dîmes : Notre-Dame et Saint-Martin de Chauny ; Saint-Médard de Béthancourt ; Saint-Quentin de Guyencourt ; Notre-Dame de Commenchon ; Notre-Dame de Frières ; Saint-Quentin de Jussy ; Saint-Médard de Liez ; Notre-Dame de Hinacourt ; Saint-Martin de Benay ; Saint-Martin de Neuflieux et le prieuré-cure de Plessis-Godin.

## Patrimoine Foncier
Les biens de Notre-Dame de Chauny passèrent à l’abbaye de Saint-Éloi-Fontaine lors de la translation de l’abbaye de Chauny à Commenchon.
Au mois d'avril 1223, il y eut un accord entre les religieux de Prémontré et les religieux de Saint-Éloi-Fontaine, par lequel les premiers cédaient à l'abbaye de Saint-Éloi-Fontaine, un moulin qui leur appartenait à Sinceny, avec les prés, les buissons et tout le pourpris du moulin ; et en échange, les religieux de Saint-Éloi-Fonfaine donnaient à ceux de Prémontré, une maison qu'ils possédaient depuis longtemps à Chauny, avec toutes ses dépendances et toutes leurs terres à Senicourt (Seniscourt) qui avaient été autrefois déjà la propriété de l'abbaye de Prémontré.
L'abbaye possédait à Chauny deux maisons près du cours d’eau des Boucheries ; les moulins à blé au nombre de quatre au commencement du XVe siècle ; un moulin à fouler les draps (1353) ; une habitation et son entourage sis sur l’emplacement où s’éleva plus tard le couvent des Minimes, vendus à l’abbaye en 1410 par Guillaume Le Barbier.
À Commenchon, des maisons construites vers 1274 entre la rue de l’Abbé et le vivier dit « de Crèvecoeur » ; des censives et droits seigneuriaux d’une partie de Commenchon avec haute, moyenne et basse justice ; le pressoir banal avec les fruits ; deux morceaux de terres d’environ un setier chacun près des vignes et bois de l’abbaye, un moulin à blé avec un vivier et un étang.
L'abbaye possédait des terres à Senicourt, Essigny-le-Grand, Gricourt, Seraucourt-le-Grand, Sissy, Travecy, Plessis-Patte-d’Oie ; des immeubles à Villers-Saint-Christophe et à Collezy (Oise) ; à Artemps, les dîmes ; à Liez, la seigneurie du Moulinet et des immeubles.

## Héraldique
| Blason de Abbaye de Saint-Éloi-Fontaine | Blason  | D'azur au château à trois tours d'or, ajouré de sable, accompagné de six fleurs de lys du deuxième, trois sur chaque flanc, rangées en pal. DeviseTutentur. Lilia. Turres.                                                         |
| Blason de Abbaye de Saint-Éloi-Fontaine | Détails | - L'abbaye avait pour devise: Les lys protègent les tours et pour armoiries : Un château à trois tours et six fleurs de lys, identiques à celles de la collégiale de Chauny, qui devenait en 1206, prieuré de Saint-Éloi-Fontaine. |
| Blason de Abbaye de Saint-Éloi-Fontaine | Alias   | D'azur à trois tours d'or ajourées de sable, accompagné de huit fleurs de lys du second émail posées en orle. |